# Championnat de France de rugby à XV de 2e division 1997-1998
Navigation
Élite 2 1998-1999
Le championnat de France de rugby à XV de 2e division 1997-1998 appelé Groupe A2 est l'antichambre de la première division, le Groupe A1. La compétition se déroule de septembre 1997 au 31 mai 1998.
L’issue de la saison 1996-1997, une nouvelle modification de la structure du championnat de France est actée (à la suite de la professionnalisation du rugby à XV en 1995).
La première division (groupe A) est divisée en deux groupes (A1 et A2). Un système de promotion/relégation plus restrictif est imposé au début de la saison 1997-1998.
Le Groupe A2 devient ainsi officiellement le deuxième échelon.

## Phase régulière

### Poule 1
| Rang | Club                    | J  | V  | N | D  | Pm  | Pe  | Diff | Pts |
| ---- | ----------------------- | -- | -- | - | -- | --- | --- | ---- | --- |
| 1    | RC Nîmes (R)            | 18 | 11 | 0 | 7  | 367 | 305 | +62  | 40  |
| 2    | Racing Club de France   | 18 | 11 | 0 | 7  | 398 | 313 | +85  | 40  |
| 3    | US La Teste-de-Buch     | 18 | 10 | 0 | 8  | 391 | 384 | +7   | 38  |
| 4    | Stade Aurillac          | 18 | 10 | 0 | 8  | 458 | 348 | +110 | 38  |
| 5    | Balma ORC (P)           | 18 | 10 | 0 | 8  | 384 | 357 | +27  | 37  |
| 6    | Stade Dijon (R)         | 18 | 9  | 0 | 9  | 347 | 432 | -85  | 36  |
| 7    | US Montauban            | 18 | 9  | 0 | 9  | 381 | 346 | +35  | 36  |
| 8    | Lombez-Samatan Club (P) | 18 | 8  | 0 | 10 | 297 | 419 | -122 | 34  |
| 9    | SC Graulhet             | 18 | 7  | 0 | 11 | 363 | 363 | 0    | 32  |
| 10   | Cannes-Mandelieu RC (P) | 18 | 5  | 0 | 13 | 314 | 433 | -119 | 28  |

### Poule 2
| Rang | Club                  | J  | V  | N | D  | Pm  | Pe  | Diff | Pts |
| ---- | --------------------- | -- | -- | - | -- | --- | --- | ---- | --- |
| 1    | CA Périgueux (R)      | 18 | 14 | 0 | 4  | 494 | 286 | +208 | 46  |
| 2    | FC Auch               | 18 | 10 | 1 | 7  | 422 | 308 | +114 | 39  |
| 3    | RC Orléans (P)        | 18 | 10 | 0 | 8  | 310 | 364 | -54  | 38  |
| 4    | Avenir Valence-d'Agen | 18 | 9  | 1 | 8  | 354 | 362 | -8   | 37  |
| 5    | US Tyrosse            | 18 | 9  | 1 | 8  | 329 | 285 | +44  | 37  |
| 6    | RC Strasbourg (P)     | 18 | 9  | 0 | 9  | 377 | 428 | -51  | 36  |
| 7    | FCS Rumilly           | 18 | 8  | 0 | 10 | 318 | 374 | -56  | 34  |
| 8    | Aviron bayonnais      | 18 | 8  | 0 | 10 | 310 | 382 | -72  | 34  |
| 9    | Stado Tarbes PR       | 18 | 6  | 1 | 11 | 400 | 429 | -29  | 31  |
| 10   | Paris UC (R)          | 18 | 5  | 0 | 13 | 328 | 424 | -96  | 28  |

|  | Qualification pour les demi-finales (no 1, no 2). |
|  | Qualification pour les barrages (no 3, no 4, no 5, no 6). |
|  | Barrages de relégation en Nationale 1 (no 7, no 8). |
|  | Relégation en Nationale 1 (no 9, no 10). |
|  | R : relégués 1998 • P : promus 1998 V : victoires • N : matchs nuls • D : défaites • PM : points marqués • PE : points encaissés • Diff : différence de points. |

### Tableau final
|  | Quarts de finales         | Quarts de finales     |                           |    | Demi-finales | Demi-finales |  |  | Finale      | Finale      |
|  | Quarts de finales         | Quarts de finales     |                           |    | Demi-finales | Demi-finales |  |  | Finale      | Finale      |
|  |                           |                       |                           |    |              |              |  |  |             |             |
|  | 10 mai 1998               | 10 mai 1998           |                           |    | 24 mai 1998  | 24 mai 1998  |  |  | 31 mai 1998 | 31 mai 1998 |
|  | 10 mai 1998               | 10 mai 1998           |                           |    | 24 mai 1998  | 24 mai 1998  |  |  | 31 mai 1998 | 31 mai 1998 |
|  | [3] Racing Club de France | 54                    |                           |    | 24 mai 1998  | 24 mai 1998  |  |  | 31 mai 1998 | 31 mai 1998 |
|  | [3] Racing Club de France | 54                    |                           |    | 24 mai 1998  | 24 mai 1998  |  |  | 31 mai 1998 | 31 mai 1998 |
|  | [11] RC Strasbourg        | 24                    |                           |    | 24 mai 1998  | 24 mai 1998  |  |  | 31 mai 1998 | 31 mai 1998 |
|  | [11] RC Strasbourg        | 24                    | [3] Racing Club de France | 42 |              |              |  |  | 31 mai 1998 | 31 mai 1998 |
|  | 10 mai 1998               |                       | [3] Racing Club de France | 42 |              |              |  |  | 31 mai 1998 | 31 mai 1998 |
|  |                           | [7] Stade aurillacois | 13                        |    |              |              |  |  | 31 mai 1998 | 31 mai 1998 |
|  | [7] Stade aurillacois     | [7] Stade aurillacois | 13                        | 18 |              |              |  |  | 31 mai 1998 | 31 mai 1998 |
|  | [7] Stade aurillacois     |                       |                           | 18 |              |              |  |  | 31 mai 1998 | 31 mai 1998 |
|  | [2] RC Nîmes              | 16                    |                           |    |              |              |  |  | 31 mai 1998 | 31 mai 1998 |
|  | [2] RC Nîmes              | 16                    | [3] Racing Club de France | 31 |              |              |  |  |             |             |
|  | 10 mai 1998               |                       | [3] Racing Club de France | 31 |              |              |  |  |             |             |
|  |                           | [1] CA Périgueux      | 29                        |    |              |              |  |  |             |             |
|  | [1] CA Périgueux          | [1] CA Périgueux      | 29                        | 30 |              |              |  |  |             |             |
|  | [1] CA Périgueux          | 24 mai 1998           |                           | 30 |              |              |  |  |             |             |
|  | [9] Balma ORC             | 14                    |                           |    |              |              |  |  |             |             |
|  | [9] Balma ORC             | 14                    | [1] CA Périgueux          | 26 |              |              |  |  |             |             |
|  | 10 mai 1998               |                       | [1] CA Périgueux          | 26 |              |              |  |  |             |             |
|  |                           | [4] FC Auch           | 22                        |    |              |              |  |  |             |             |
|  | [4] FC Auch               | [4] FC Auch           | 22                        | 26 |              |              |  |  |             |             |
|  | [4] FC Auch               |                       |                           | 26 |              |              |  |  |             |             |
|  | [5] US La Teste           | 23                    |                           |    |              |              |  |  |             |             |
|  | [5] US La Teste           | 23                    |                           |    |              |              |  |  |             |             |

### Finale
| 31 mai 1998 | Racing Club de France | 31 - 29 (11 - 6) | CA Périgueux | stade Paul-Rébeilleau, Poitiers |
| 31 mai 1998 | Essai(s) : 3 Goirand (2e), Eymard (45e), Adams (52e) Transformation(s) : 2 (45e et 52e) Bentayou Pénalité(s) : 3 (11e, 13e, 73e) Bentayou Drop(s) : 1 (61e) Goirand Carton(s) jaune(s) : 2 (2e) Michelet, (25e) Audebert Carton(s) rouge(s) : 1 (66e) Du Plessis |                  | Essai(s) : 2 Mongis (67e), Doussy (78e) Transformation(s) : 2 (67e, 78e) Doussy Pénalité(s) : 5 (24e, 39e, 51e, 56e, 70e) Doussy Carton(s) jaune(s) : 2 (2e) Garrigues, (38e) Mainot Carton(s) rouge(s) : 1 (66e) Domi | stade Paul-Rébeilleau, Poitiers |
| 31 mai 1998 | |                  | | stade Paul-Rébeilleau, Poitiers |

| Titulaires P.Bentayou 15 Beaudon 14 A. Michelet 13 Chevallier 12 Le Roux 11 Goirand 10 Lajus 9 Adams 8 Audebert 7 F. Chevallier 6 Daniell 5 Du Plessis 4 Rollin puis Vigna 3 Eymard 2 Da Silva puis Galonde 1 |  | Titulaires Belkhous 15 Boussarie 14 Garrigues 13 Crombach 12 Blum 11 Duclos 10 Doussy 9 Domi 8 Ratin puis Nelembos 7 Carrias 6 Casteil 5 Mainot puis Hawro 4 Blondy puis Mongis 3 Chamboulive puis Bussières 2 Chouly puis Salas 1 |